# Le Plessis-Grammoire
Le Plessis-Grammoire – miejscowość i gmina we Francji, w regionie Kraj Loary, w departamencie Maine i Loara.
Według danych na rok 2010 gminę zamieszkiwało 2 283 osoby, a gęstość zaludnienia wynosiła 249 osób/km².